# Échauffour
Échauffour település Franciaországban, Orne megyében. Lakosainak száma 730 fő (2022. január 1.). Échauffour Orgères, Champ-Haut, Planches, Saint-Evroult-Notre-Dame-du-Bois, Sainte-Gauburge-Sainte-Colombe, Saint-Pierre-des-Loges és Merlerault-le-Pin községekkel határos.

## Népesség
A település népességének változása:
| Lakosok száma | 742  | 744  | 749  | 742  | 742  | 742  | 740  | 734  | 730  |
|               | 2013 | 2015 | 2016 | 2017 | 2018 | 2019 | 2020 | 2021 | 2022 |